# Battaglia di Curzola

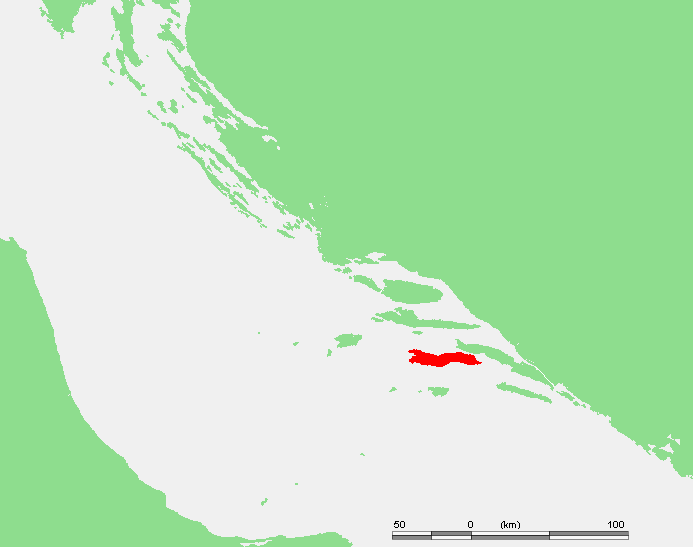
L'isola di Curzola dove si combatté il principale scontro del conflitto.

La battaglia navale di Curzola è stato un conflitto armato, svoltosi domenica 7 settembre 1298 nei pressi dell'isola omonima, tra la Repubblica di Genova e quella di Venezia, con la vittoria della prima; da quel momento, le ostilità tra le due repubbliche marinare si affievolirono.

## Premesse
Lo scontro si svolse durante il conflitto aperto che nell'ultimo decennio del XIII secolo vide contrapporsi le due repubbliche per garantirsi il controllo delle rotte commerciali del Mediterraneo orientale. Infatti Venezia, con la quarta crociata a inizio 1200, aveva acquistato una posizione predominante, ma a partire dalla metà del secolo venne fortemente contrastata da Genova con una serie di guerre inframmezzate da tregue che durò più di 120 anni.
Al tempo, a seguito di numerose azioni diplomatiche che avevano coinvolto Genova e Costantinopoli da un lato e Venezia e Carlo d'Angiò dall'altro, l'ostilità tra le due repubbliche era massima.
Volendo accaparrarsi alcune colonie sul Mar Nero, i veneziani iniziarono una trattativa con il Khan dei Tartari, in Crimea. Gli scontri con Genova non si fecero attendere: i veneziani distrussero alcuni fondaci genovesi a Limassol e a Famagosta, mentre Nicolò Spinola portò la flotta genovese a catturare venticinque galee veneziane nel porto di Alessandretta. Una prima spedizione genovese nel 1295 di 160 galee guidate da Oberto Doria, decisa a distruggere definitivamente la flotta veneziana, fu costretta a tornare in patria a causa di una delle tante lotte intestine che tormentavano la Genova medievale. Venezia ne approfittò per attaccare i possedimenti liguri di Petra, Focea, Cipro e Caffa. Infine la Repubblica ligure diede al suo nuovo Capitano del Popolo Lamba Doria il comando di 78 galee per attaccare la flotta veneziana, anche "a costo di stanarla nella sua stessa laguna".  il 7 settembre 1298, vicino a Zara, dato che i genovesi per provocare i veneziani avevano devastato la costa dalmata, 90 vascelli veneziani diedero battaglia a 78 vascelli genovesi.

## Battaglia
Raggiunto l'Adriatico, il condottiero genovese Lamba Doria incontrò una tempesta e la sua flotta si disperse; con sole 20 imbarcazioni si rifugiò al porto di Antivari e vi rimase finché si fosse riunita la sua flotta. Quando la maggior parte delle navi si raggruppò a quelle del Lamba, proseguirono razziando la Dalmazia veneziana, fino ad occupare Curzola, e lì vi rimasero per preparare battaglia ed attendere le ultime imbarcazioni ancora mancanti dalla tempesta; come previsto dai genovesi, la risposta all'affronto non si fece aspettare molto: il 6 settembre furono infatti avvistate le navi veneziane.
All'alba del 7 settembre la formazione della Repubblica di Genova tatticamente si pose in linea e a favore di vento con la poppa verso terra e a "voga arrancata" (ovvero la massima velocità raggiungibile da una galea), mentre i veneziani decisero di porsi a semicerchio ed ingaggiare subito battaglia forti della conoscenza del luogo e della superiorità numerica. Lamba Doria invió dietro alle isole, memore del successo alla battaglia della Meloria, 15 delle 78 galee come rinforzo, nonostante l'alto rischio: i genovesi infatti erano in netta inferiorità numerica ed in questo modo lo erano ancora di più; Lamba Doria piombò fulmineamente in formazione serrata sullo schieramento di Venezia, rompendone i ranghi, mentre questi lanciavano proiettili dardi e calce sui genovesi.
Il contingente centrale dello schieramento genovese aveva subito a quel punto l'urto di tutta la flotta veneziana, e 10 galere con alberi spezzati erano state molto danneggiate ma comunque non permettevano il passaggio dei legni nemici. Mentre Lamba resisteva coi suoi, l'altro contingente genovese sull'ala accerchiava i veneziani incastrandoli verso terra in una posizione senza spazio e con mare mosso in sfavore di vento; quando a mezzogiorno cadde l'ammiraglia di Venezia e ne fu bruciata la bandiera, cominciò a diffondersi la paura e di lì a poco la battaglia si sarebbe conclusa.
I veneziani si videro affondate 65 galee, catturate 18 e bruciate le restanti per sfregio; i morti tra i veneti furono settemila, i prigionieri circa 7500, tra cui Marco Polo, che tornato dal suo viaggio nel Catai era stato insignito dell'onore del comando di una delle galee. Ironia della sorte, dividerà la cella con Rustichello da Pisa, prigioniero della Meloria, al quale dettò il suo "Milione".
Tutto il comando veneziano fu catturato; secondo il Sabellico, storico ufficiale della Repubblica di Venezia, il provveditore e ammiraglio della Serenissima flotta Andrea Dandolo, zio di Marco Polo, si tolse la vita prima di essere portato a Genova "rompendosi il cranio contro il banco cui era stato incatenato"
L'ammiraglio genovese Lamba Doria, invece, perse un figlio nello scontro e ne fece subito gettare in mare il corpo per non intralciare la battaglia, affermando che non avrebbe potuto avere tomba migliore in quel tratto di mare; nei racconti forse leggendari ripresi dal Petrarca, si disse che lo fece stoicamente per accelerare le manovre, il contrattacco e gettarsi nel centro della battaglia a cercar vendetta.
La battaglia fu particolarmente sanguinosa, più ancora del precedente scontro del 1284 contro i pisani, dove i genovesi erano invece in vantaggio. Abbordare, affondare i legni veneziani e persino incendiare tutti i rimanenti per sfregio costò molto in termini di perdite umane, anche alla flotta della Superba.
Come si è detto, le perdite per Venezia furono devastanti, ma anche quelle di Genova erano state elevate; la flotta decise poi di tornare in patria, rinunciando ad un raid su Venezia stessa che era rimasta senza più alcuna imbarcazione, poiché il Doria temeva un colpo di mano guelfo mentre la città di Genova era sguarnita di mezzi ed uomini; questo fatto, secondo alcuni storici, avrebbe potuto determinare il declino completo e la distruzione della Serenissima. Non andò così e le due repubbliche, alla fine stremate, vennero alla soluzione diplomatica.

## Conseguenze
Nel 1299 infine fu firmata la pace tra Genova e Venezia. Dopo Curzola, sia Genova che Venezia sono esauste e per loro inizia una lunga fase di decadenza; nuove forze si affacciano sul Mediterraneo, in particolare i Catalani.
Un secondo conflitto tra la "Superba" e la "Serenissima", passato alla storia come guerra di Chioggia, si svolse tra il 1379 ed il 1381;  durante questo conflitto scaturito per un incidente diplomatico a Cipro, i Genovesi riuscirono in un primo tempo a conquistare vaste zone della laguna veneziana; in seguito vi fu la ripresa di Chioggia e delle città istriane da parte di Venezia, a cui seguì, nel 1381, la Pace di Torino.
L'esito della guerra costrinse Genova a rinunciare ad alcuni possedimenti terrestri conquistati a scapito dei veneziani, ma a mantenere il possesso di Cipro e delle rotte orientali. Ciò contribuì a rinfocolare ulteriormente le lotte intestine che accompagnarono la Superba lungo tutta la sua storia. Venezia, alleggerita dall'incessante pressione della Superba, poté riprendere i suoi commerci con Creta ed espandersi sulla terraferma intorno a Venezia verso Ovest, mentre Genova si dedicò, oltre a governare le proprie colonie e le rotte commerciali nel Mediterraneo e mar Nero, anche ai mercati finanziari, effettuando prestiti ingenti tra gli altri al Regno di Spagna e all'Impero. Le due Repubbliche avevano trovato nuovi campi da conquistare, scelte sempre più forzate soprattutto dopo la caduta di Bisanzio ad opera degli Ottomani. Genovesi e Veneziani si trovarono infatti a combattere assieme nella battaglia di Lepanto, contro l'aggressivo impero Ottomano.
Con la Guerra di Chioggia, si concluse l'epoca dei grandi scontri tra le due potenze marinare.